# Hispano Suiza 50/W
El motor Hispano Suiza 50/W va ser un motor d'aviació aparegut en l'any 1926, junt amb el V12, per donar la motorització més potent, que necessitaven els avions, a mesura que s'anaven modernitzant i les necessitats de potència augmentaven.

## Història
Aquest motor va nàixer a conseqüència de la necessitat de més potència. Mentre que en la fàbrica de la Hispano de Bois-Colombes (França) es fabricaven altres tipus de motors, amb diferent denominació, adaptats a les seves necessitats, a la fàbrica de La Sagrera (actual Parc de la Pegaso), empesos pel govern a desenvolupar motors pels models espanyols, es va fabricar aquest model, que era gairebé incrementar el motor V8 en una renglera més de cilindres. Cmparteix les mateixes mides del V8 de l'any 1924.
Com el motor V8, compartien la refrigeració líquida, l'arbre de lleves en cap amb atac directe als caps de les vàlvules (Taqués), la duplicitat de components essencials com les magnetos, les bugies, etc. Diferien en l'estructura, ja que la que utilitzaven era la de cilindres en W amb el mateix angle d'obertura de 60º. Si bé aquesta arquitectura de motor permet un motor més curt, potser no va triomfar pel motiu que és més complex, pel mateix nombre de cilindres que el V12, a més, l'última arquitectura, permet més finesa aerodinàmica, en no presentar tanta secció frontal.

## Models de motors (de Barcelona)
Com ja s'ha indicat abans la nomenclatura francesa i espanyola, moltes vegades, no concorden.
Aquest motor podria correspondre al francès 50 W12Ga.
No hi ha constància que a Espanya s'hagin fabricat altres tipus de motors W12, que sí que han estat fabricats a França.

## Models supervivents
- De moment només hi ha constància d'algun d'aquests motors al Museu de l'Aire i de l'Espai, a França.